# 2 cm KwK 30
Il 2 cm Kampfwagenkanone 30 L/55, abbreviato in 2 cm KwK 30 era un cannone automatico utilizzato durante la seconda guerra mondiale dalla Wehrmacht. Costituiva l'armamento principale del Sd.Kfz.121 Panzerkampfwagen II ed altri veicoli blindati da ricognizione ruotati e cingolati.

## Storia

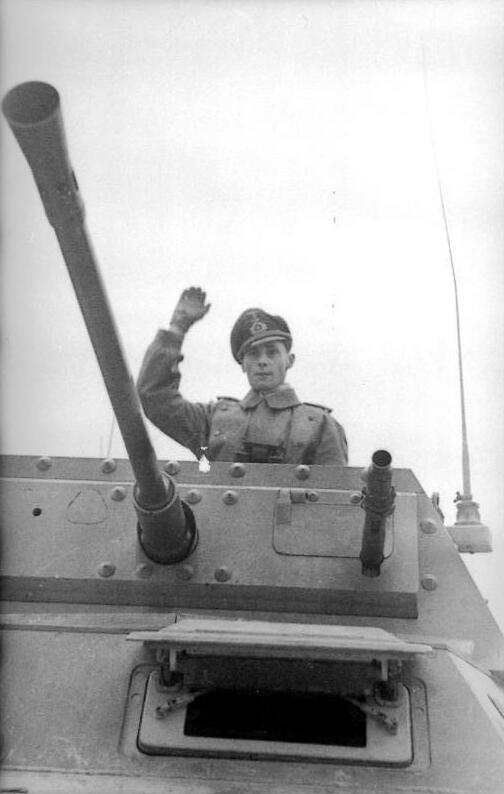

Il 2 cm Kwk 30 era un derivato del cannone antiaereo 2 cm FlaK 30, adattato per l'installazione in torretta. La canna da 55 calibri era leggermente più corta della versione contraerea (1,1 m invece di 1,3 m). Questo cannone automatico era alimentato da caricatori a tamburo da 10 colpi. Il Panzer II poteva trasportare fino a 18 caricatori.
Il KwK 30 servì a sua volta da base per lo sviluppo del cannone aeronautico 20 mm C/30, testato con successo sul caccia Heinkel He 112 per l'attacco al suolo durante la guerra di Spagna. Lo scarso interesse da parte della Luftwaffe portò all'abbandono del progetto.
A partire dal 1939 il KwK 30 fu sostituito da una versione più potente, il 2 cm KwK 38 L/55 sviluppato dalla Mauser per equipaggiare i Panzerkampfwagen II a partire dalla versione Ausf. J ed i semicingolati da ricognizione Sd.Kfz. 250 e Sd.Kfz. 251.

## Mezzi equipaggiati
Diverse veicoli militari tedesche furono equipaggiate con i cannoni 2 cm KwK 30 o KwK 38;
- Sd.Kfz.121 Panzerkampfwagen II, carro leggero equipaggiato con il 2 cm KwK 30.
- Sd.Kfz. 222, autoblindo leggera a quattro ruote equipaggiata con il 2 cm KwK 38.
- Sd.Kfz. 232, autoblindo pesante a sei ruote equipaggiata con il 2 cm KwK 30.
- Sd.Kfz. 231 6 rad autoblindo pesante a sei ruote equipaggiata con il 2 cm KwK 30.
- Sd.Kfz. 231 8 rad autoblindo pesante a otto ruote equipaggiata con il 2 cm KwK 30 e successivamente con il 2 cm KwK 38.

## Munizionamento
| Munizione                                                                                            | Tipo                      | Descrizione | Peso (g) | Velocità alla volata (m/s) |
| --- | ------------------------- | --- | -------- | -------------------------- |
| 2 cm Sprenggranatpatrone Leuchtspur ( Sprgr. Patr. L/Spur)                                           | HE-tracciante             | Immessa in servizio a partire dal 7 dicembre 1937                                                                     | 115      | 888                        |
| 2 cm Sprenggranatpatrone Brand (Sprgr. Patr.Br.)                                                     | HE-incendiaria            | Granata esplosiva caricata al fosforo bianco                                                                          | 100      | 1050                       |
| 2 cm Brand Sprenggranatpatrone Verkürzt Leuchtspur Warme Übertragung (Br. Sprgr. Patr. vk L/Spur W.) | HE-incendiaria-tracciante | Granata esplosiva caricata al fosforo bianco, tracciante sulla corta distanza (2000 m) con autodistruzione dopo 5,5 s | 132      | 922                        |
| 2 cm Brand Sprenggranatpatrone Leuchtspur (Br. Sprgr. Patr. L/Spur)                                  | HE-incendiaria-tracciante | Granata esplosiva, tracciante, caricata con 3 g di fosforo bianco                                                     | 100      | 1050                       |
| 2 cm Sprenggranate 39 (Sprgr. 39)                                                                    | HE                        | Granata esplosiva | 132      | 995                        |
| 2 cm Panzergranatpatrone Leuchtspur (Pz.Gr.L'spur )                                                  | Perforante-tracciante     | Immessa in servizio il 7 dicembre 1937, proiettile anticarro con tracciante                                           | 148      | 780                        |
| 2 cm Panzergranatpatrone L/Spur mit Zerleger (Pz.Gr. L/Spur m. Zerl.)                                | Perforante-tracciante     | Immessa in servizio il 7 dicembre 1937, proiettile esplosivo tracciante, con autodistruzione dopo 2 s                 | 146      | 780                        |
| 2 cm Panzergranatpatrone (Pz.Gr. )                                                                   | Perforante                | Proiettile anticarro                                                                                                  | 148      | 830                        |
| 2 cm Panzergranatpatrone 40 (Pz.Gr. 40)                                                              | APCR                      | Proiettile perforante anticarro con nucleo in tungsteno                                                               | 100      | 830                        |
| 2 cm Sprenggranatpatrone Leuchtspur Übung ( Sprgr. Patr. L/Spur Üb.)                                 | inerte da esercitazione   | Proiettile da esercitazione tracciante con ogiva in legno per simulare la Sprgr. Patr. L/Spur                         | 148      | 995                        |
| 2 cm Sprenggranatpatrone Übung ( Sprgr. Patr. Üb.)                                                   | inerte da esercitazione   | Proiettile da esercitazione con ogiva in legno per simulare la Sprgr. Patr.                                           | 115      | 995                        |